# Politització de la ciència
La politització de la ciència per obtenir beneficis polítics es produeix quan el govern, les empreses o els grups d'interès utilitzen la pressió legal o econòmica per influir en els resultats de la investigació científica o en la manera com es difon, informa o interpreta. Amb aquesta definició, potser s'hauria d'anomenar aquest concepte com manipulació informativa de les troballes científiques (però resulta massa llarg). La politització de la ciència també pot afectar negativament la llibertat acadèmica i científica i, per tant, es considera un tabú barrejar política amb ciència. Històricament, els grups han dut a terme diverses campanyes per promoure els seus interessos desafiant el consens científic i en un esforç per manipular les polítiques públiques.

## Visió general
Molts factors poden actuar com a facetes de la politització de la ciència. Aquests poden variar, per exemple, l'antiintel·lectualisme populista, les amenaces percebudes per les creences religioses, el subjectivisme postmodernista, la por als (o dels) interessos empresarials, els biaixos ideològics acadèmics institucionals o els biaixos potencialment implícits entre els investigadors científics.
La politització es produeix quan la informació científica es presenta amb èmfasi (sobre un aspecte concret, donant-li credibilitat) davant la incertesa associada a la interpretació de l'evidència científica (obtinguda fins aquell moment). L'èmfasi capitalitza la manca de consens, que influeix en la manera com es perceben els estudis. Chris Mooney descriu com aquest punt de vegades s'ignora intencionadament com a part d'una "tàctica orwelliana". Les organitzacions i els polítics busquen renunciar a tota discussió sobre alguns temes, quan "la conclusió més probable encara és incerta" en lloc de presentar "les conclusions científiques més probables" per tal de desacreditar encara més els estudis científics.
Tàctiques com ara canviar el relat, no reconèixer els fets i aprofitar el dubte del consens científic s'han utilitzat per obtenir més atenció a les opinions que s'han vist soscavades per l'evidència científica. Són Merchants of Doubt (mercaders del dubte), grups d'interès basats en una ideologia i que s'atribueixen experiència en qüestions científiques, aquests grups han realitzat campanyes de desinformació reeixides, en les quals destaquen la incertesa inherent de la ciència per posar en dubte qüestions científiques com el canvi climàtic causat per l'home, tot i que la comunitat científica ha arribat a un consens virtual que els humans tenen un paper en el canvi climàtic.
William R. Freudenburg i els seus col·legues han escrit sobre la politització de la ciència com a tècnica retòrica i afirmen que és un intent de canviar la càrrega de la prova en un argument. Ofereix l'exemple dels grups de pressió de les cigarretes que s'oposen a lleis que desanimarien el tabaquisme. Els grups de pressió banalitzen les proves com a incertes, posant l'accent en la manca de conclusions. Freudenberg conclou que els polítics i els grups de pressió són massa sovint capaços de fer "esforços amb èxit per defensar la plena 'certesa científica' abans que es pugui assegurar que una regulació està 'justificada' pels coneixements científics obtinguts. O, contràriament, sostenen que el que cal és un enfocament equilibrat que consideri acuradament els riscos d'errors tant del tipus I com del tipus II en una situació, tot fent notar que les conclusions científiques són sempre provisionals.